# NGC 6140
NGC 6140 (другие обозначения — UGC 10359, MCG 11-20-12, ZWG 320.25, IRAS16206+6530, PGC 57886) — галактика в созвездии Дракон.
Этот объект входит в число перечисленных в оригинальной редакции «Нового общего каталога».